# Сражение при Арансуэке
Сражение при Арансуэке произошло 19 сентября 1837 года во время так называемого Королевского похода в эпоху Первой карлистской войны и закончилось поражением карлистской армии.
Великий перелом Первой карлистской войны произошел 12 сентября 1837 года у ворот столицы Испании. Увернувшись от преследователей, армия дона Карлоса появилась у самых ворот Мадрида. Однако он не стал брать столицу и предпринял отступление, которое превратилось в бегство ради выживания. 
Среди карлистов Ариас Техейро и Гонсалес Морено считали, что прежде чем войти в город, правительственная армия Эспартеро должна быть разбита, потому что представляла неминуемую опасность. Затем началась неделя маршей и контрмаршей обоих соперников между Алькала-де-Энарес, Гвадалахарой и Мондехаром, кульминацией которых стало так называемое сражение при Арансуэке.
Силы, верные королеве Изабелле II, атаковали карлистов из Алькалы, заставив войска противника бежать через Алькаррию в сторону Арансуэке, куда они прибыли уставшими и лишенными еды и боеприпасов. Эспартеро взял город 19 сентября и разместил свою артиллерию рядом с приходской церковью, самой высокой точкой города. Оттуда он стал обстреливать, а затем преследовать карлистов, которые пытались перейти на другой берег реки Тахунья по городскому мосту.
Только решительное вмешательство дона Карлоса предотвратило панику и бегство его войск до пересечения моста, хотя они не могли избежать последующего беспорядочного бегства в направлении холмов, окружающих Арансуэке с юга и востока. Там карлисты потеряли более 3000 человек пленными, бежавшими и отставшими, а Рамон Кабрера, глава кавалерии повстанцев, столкнулся и обвинил в военном неумении главнокомандующего Висенте Морено.
Основная часть карлистов, двигаясь на северо-восток через Уэву, Тендилью и Бриуэгу, вернулась в свои опорные пункты на севере Испании. Так называемый Королевский поход потерпел неудачу.